# Molophilus curvatus
Molophilus curvatus là một loài ruồi trong họ Limoniidae. Chúng phân bố ở miền Cổ bắc.